# قانون ممنوعیت دخانیات در بوتان
قانون ممنوعیت دخانیات در بوتان (دزونگخا: འབྲུག་གི་ཏམ་ཁུ་དམ་འཛིན་བཅའ་ཁྲིམས་ཅན་མ་) در ۶ ژوئن ۲۰۱۰ توسط پارلمان بوتان تصویب شد و در ۱۶ ژوئن به اجرا درآمد.
مدت‌ها قبل از تصویب قانون کنترل تنباکو، دولت بوتان با استعمال دخانیات مبارزه کرده بود. در سال ۱۹۱۶، اولین پادشاه بوتان، Ugyen Wangchuck ممنوعیتی را برای «کثیف‌ترین و مضرترین گیاه دارویی، به نام تنباکو» اعلام کرد.
بوتان اولین کشوری بود که دخانیات را ممنوع کرد. بر اساس قانون کنترل تنباکو بوتان ۲۰۱۰، سیگار کشیدن در ملاء عام یا فروش تنباکو غیرقانونی است. متخلفان معادل ۲۳۲ دلار - حقوق ماهانه در بوتان جریمه می‌شوند.
مصرف تنباکو در بوتان به‌طور کلی ممنوع نیست، اگرچه در مکان‌های اقامتی عمومی تا حد زیادی ممنوع است. این قانون عمدتاً سیگار کشیدن را هدف قرار می‌دهد، اگرچه هر شکلی از تنباکو مشمول این قانون است. مراکز تجاری از جمله بازارها، لابی هتل‌ها، رستوران‌ها و بارها شامل این قانون هستند. مراکز تفریحی مانند دیسکوها، سینماها و زمین‌های بازی؛ موسسات و ادارات، اعم از دولتی و خصوصی؛ اجتماعات عمومی و فضاهای عمومی مانند جشنواره‌ها، ایستگاه‌های تاکسی و فرودگاه؛ کلیه وسایل حمل و نقل عمومی؛ و هر مکان دیگری که توسط هیئت کنترل دخانیات اعلام شده‌است.